# Saint-Marcel, Ain
För andra betydelser, se Saint-Marcel.
Saint-Marcel är en kommun i departementet Ain i regionen Auvergne-Rhône-Alpes i östra Frankrike. Kommunen ligger  i kantonen Villars-les-Dombes som ligger i arrondissementet Bourg-en-Bresse. Kommunens areal är 11,64 km². År 2022 hade Saint-Marcel 1 300 invånare.

## Befolkningsutveckling
Antalet invånare i kommunen Saint-Marcel
Referens: INSEE